# Basin (canzone di gesta)
Basin è una chanson de geste sull'infanzia di Carlo Magno. Mentre il poema epico francese antico è andato perduto, la storia ci è giunta attraverso una versione in prosa norrena del XIII secolo nella saga di Karlamagnús.

## Trama
Alla morte del padre, un angelo avverte il giovane Carlo Magno di recarsi nelle Ardenne e unirsi al famigerato ladro Basin. Durante le loro avventure, Carlo Magno viene a conoscenza di un complotto per ucciderlo e, alla fine, i traditori vengono scoperti, Carlo Magno viene incoronato e Basin il ladro ricompensato.

## Fonti storiche
I traditori nella storia (Rainfroi e Helpri) sono molto probabilmente basati su Chilperico II e Ragenfrido che furono sconfitti da Carlo Martello nel 717. Non è noto se l'autore fosse a conoscenza di una versione dell'XI secolo di questi eventi chiamata Passio Agilolfi.

## Influenza
I nomi dei traditori in Basin furono trasmessi ad altre due chansons de geste sulla giovinezza di Carlo Magno: Mainet e Berthe aus grans piés. In queste canzoni Rainfroi e Heudri sono i figli illegittimi del re Pipino il Breve e della falsa regina Aliste e quindi i fratellastri del principe Carlo Magno.
Un'epopea olandese del XII secolo, con una trama simile, sopravvive come Karel ende Elegast.